# Princess of Naradhiwas-Universität
Die Princess of Naradhiwas-Universität (thailändisch มหาวิทยาลัยนราธิวาสราชนครินทร์, RTGS Mahawitthayalai Narathiwat Ratchanakkharin, „Fürstin-von-Narathiwat-Universität“; englisch Princess of Naradhiwas University, kurz: PNU) ist eine Universität in der Provinz Narathiwat in der Südregion von Thailand. Sie ist nach Prinzessin Galyani Vadhana benannt, der 2008 verstorbenen Schwester von König Bhumibol Adulyadej, die den Titel Fürstin von Narathiwat trug.
Die Universität wurde nach einem Kabinettsbeschluss vom 8. Juli 2003 aus vier bestehenden Bildungseinrichtungen geschaffen:
- der Berufsfachschule Narathiwat
- der Fachschule für Landwirtschaft und Technologie Narathiwat
- der Berufsschule Tak Bai
- der Boromarajonani-Krankenpflegeschule

Die Universität liegt in der unruhigen Zone Süd-Thailands, in der neben Militärpersonen und Polizisten auch besonders Lehrer Ziel von Anschlägen bewaffneter Separatisten sind. Dies führt zu besonderen Sicherheitsmaßnahmen in der Princess of Naradhiwas-Universität.

## Akademische Einrichtungen

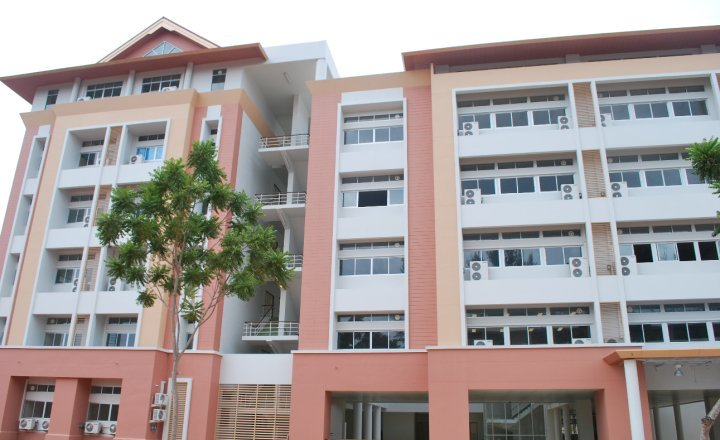
Gebäude der Fakultät für Naturwissenschaften und Technik

Die Princess of Naradhiwas-Universität hat sieben Fakultäten:
- Fakultät für Naturwissenschaften und Technik
- Fakultät für Geisteswissenschaft
- Fakultät für Ingenieurwissenschaft
- Fakultät für Landwirtschaft
- Fakultät für Krankenpflege
- Fakultät für Management
- Medizinische Fakultät

Folgende Institute sind an die Universität angegliedert:
- Institut für Islamische und Arabische Studien
- der Berufsfachschule Narathiwat
- der Fachschule für Landwirtschaft und Technologie Narathiwat
- Berufsschule Tak Bai